# Кушулево
Кушу́лево (рос. Кушулево, башк. Көшөл) — село у складі Дюртюлинського району Башкортостану, Росія. Входить до складу Такарліковської сільської ради.
Населення — 407 осіб (2010; 373 у 2002).
Національний склад:
- татари — 82 %